# یوکای بزرگ
یوکای بزرگ (نام علمی: 'Yucca gigantea') نام یکی از گونه‌های گیاهان گلدار است. این گونه بلندترین گونهٔ یوکا است. گیاه بومیِ بلیز، کاستاریکا، السالوادور، گواتمالا، هندوراس و مکزیک است.
یوکای بزرگ گل ملی کشور السالوادور است.

## نام‌های مترادف
- Y. guatemalensis Baker (1872)
- Y. lenneana Baker (1875)
- Y. mooreana Baker (1880)
- Y. ghiesbreghtii Baker (1880), pro syn.
- Y. roezlii Baker (1880), pro syn.
- Y. eleana W.Watson (1889)
- Y. mazelii W.Watson (1889)
- Y. elephantipes Regel ex Trel. (1902), nom. illeg.

## نگارخانه

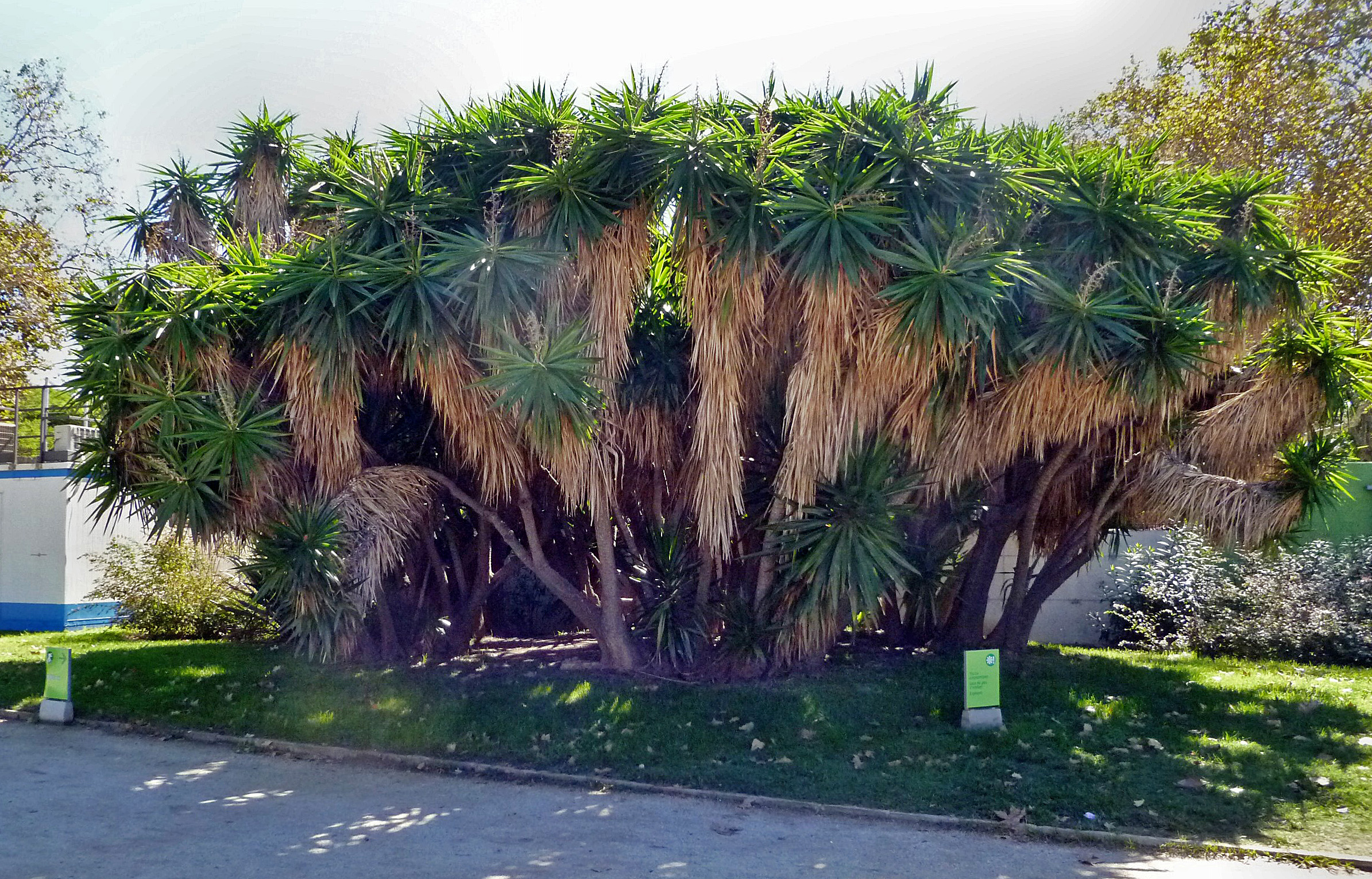
Yucca gigantea
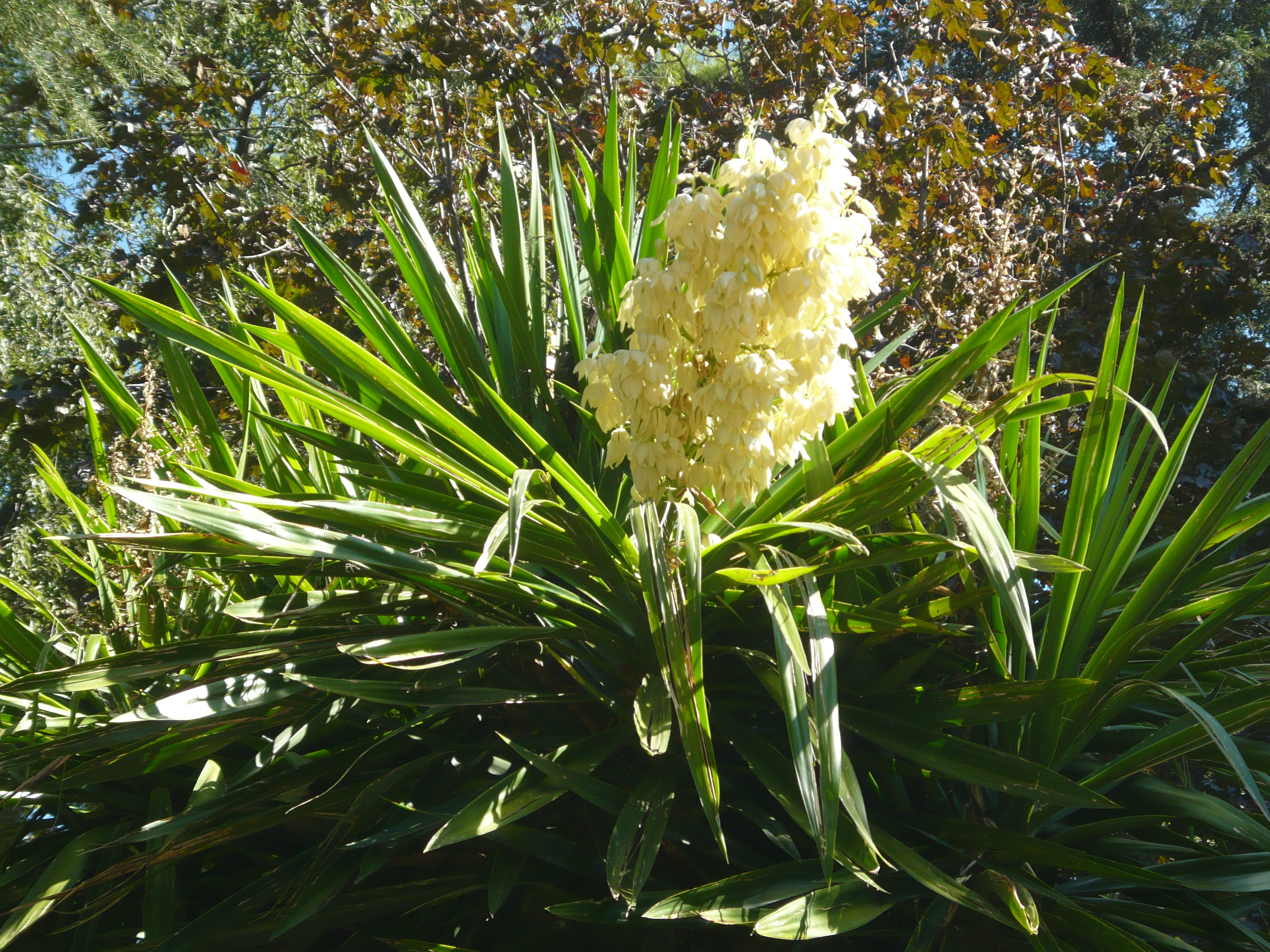
Izote
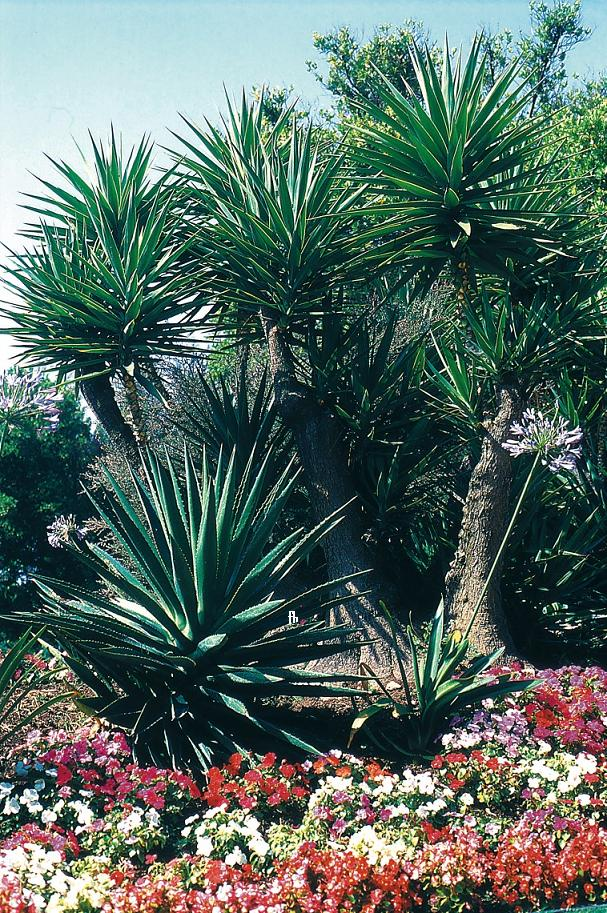
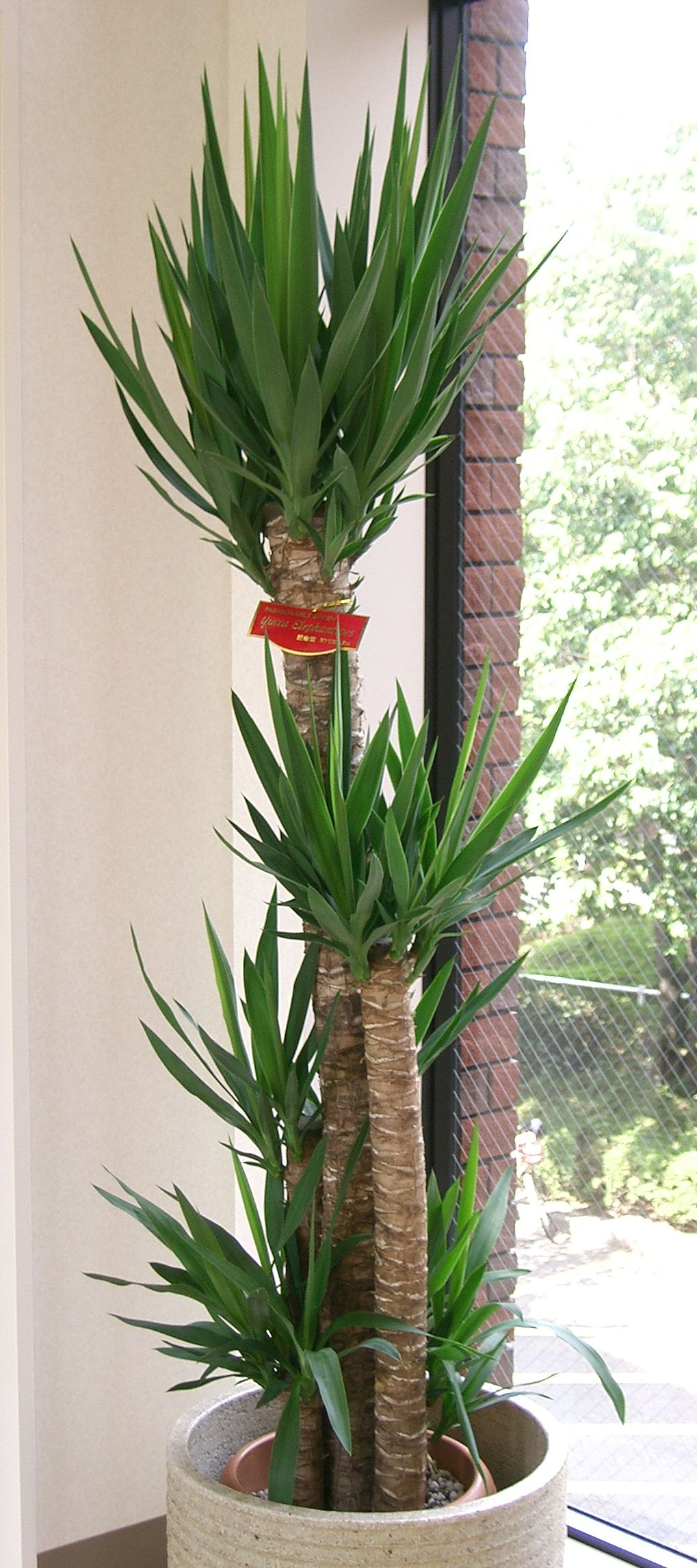
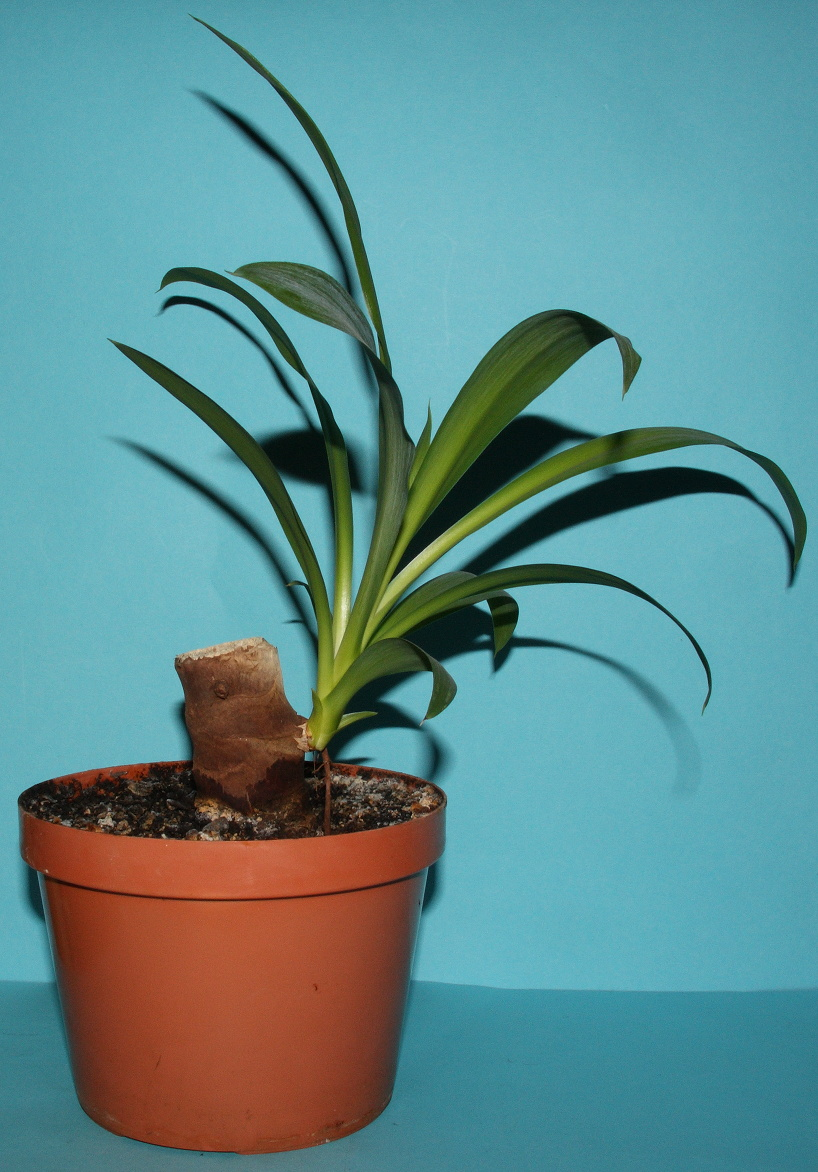